# Oba Otudeko
Oba Otudeko es un empresario nigeriano que se desempeña como fundador y presidente del Grupo Honeywell. Fue presidente de FBN Holdings y fundador de la Fundación Oba Otudeko. A junio de 2017, su patrimonio neto estimado era de 550 millones de dólares. En la década de 1970, Oba Otudeko fundó Honeywell Enterprises. Más tarde, la empresa comercial se convirtió en Honeywell Group, un conglomerado industrial, comercial y de inversiones diversificado.

## Carrera profesional
Oba Otudeko estuvo empleado en el banco durante 23 años, y se convirtió en el director general y director ejecutivo interino del entonces Banco Cooperativo,  Ibadan. El gobierno federal de Nigeria lo nombró Director de la Junta del Banco Central de Nigeria. Oba Otudeko fue elegido decimosexto presidente de la Bolsa de Valores de Nigeria en septiembre de 2006 y trató de transformar el mercado de capitales de Nigeria. Durante 2001 a 2010, fue rector de la Universidad Olabisi Onabanjo, Ago-Iwoye, estado de Ogun. En 2013, fue nombrado presidente de la Exposición de la Conferencia Digital África en Abuya, Nigeria.

## Vida personal
Otudeko nació en Ibadan, estado de Oyo, suroeste de Nigeria, el 18 de agosto de 1943 en una familia real, lo que lo convirtió en un Omoba del pueblo Yoruba. Su madre era una mujer de negocios. Otudeko está casado con Adebisi Aderonke Otudeko. Tienen tres hijos, un niño y dos niñas: Foluke, Moyo y Obafemi.